# Берлик (Пензенська область)
Берлик (рос. Берлик) — татарське село у Лопатинському районі Пензенської області Росії. Належить до Старокарлиганської сільради.

## Географія
Берлик розташоване на території Приволзької височини, на кордоні з Саратовською областю. Поблизу села протікає річки Вершаут. Берлик знаходиться у 6 км. на захід від центру сільради села Старий Карлиган. Відстань до районного центру с. Лопатино — 15 км.

## Назва
Берлик татарською мовою означає «єдність». 

## Клімат
Клімат села помірно-континентальний, з досить м'якою зимою зі снігопадами й відлигами й тривалим літом. 
Середня температура влітку становить + 20 °C, взимку -13 °C. Перехід від зими до літа супровождається нетривалою весною, з різким коливанням температури. 
Річна сума опадів у середньому становить 420-470 мм, за вегетаційний період від 210 до 220 мм.
Середньорічна норма опадів — 467 мм.

## Історія
Село виникло як виселок з Старого Карлигана у 1926 році.
Під час колективізації, на початку 1930-х років, створено однойменний колгосп. 
У 1955 році село входило до Старовершаутської сільради. 

## Населення
| 1926 | 1939  | 1959  | 1979 | 1989  | 1996  | 2002  | 2004  | 2010  | 2017  |
| 10   | ↗ 161 | ↗ 258 | ↘ 88 | ↗ 155 | ↗ 157 | ↘ 145 | ↘ 138 | ↘ 133 | ↘ 111 |